# 패군
패군(沛郡)은 중국 전한에서 설치한 옛 군이다. 진나라에서는 사천군(四川郡, 泗川郡)이었다.

## 진
옛 송나라 땅으로, 제나라가 송나라를 멸하고 취했으나 초나라에 넘어갔다가 진나라가 초나라를 멸하고서 기원전 224년에 설치했다. 《한서》 지리지 패군 조에서는 진나라의 사수군(泗水郡)이 패군의 전신이라 하는데, 진나라의 봉니 유물에서 사천태수(四川太守), 사천위인(四川尉印), 사천수승(四川水丞)이 발굴돼 원 이름은 사수군이 아닌 사천군으로 여겨진다. 사천군이란 지명은 《사기》 항우본기에 “진나라의 사천감(泗川監) 평(平)”, 《속한서》 패군 조에서도 확인된다. 사천이란 이름은 이 군을 네 강 회수·기수(沂水)·수수(濉水)·사수가 지나는 데서 비롯한다. 치소는 상(相)현으로 지금의 화이베이 시에 있다.
| 현명 | 한자 | 대략적 위치                                                   | 비고 |
| ---- | ---- | ------------------------------------------------------------- | --- |
| 패현 | 沛縣 | 쉬저우시 페이 현                                              | 장가산한간 《질률》                                                                                           |
| 상현 | 相縣 | 쑤저우시 링비 현 북서                                         | 진나라 봉니 “상승지인”(相丞之印)                                                                              |
| 부양 | 傅陽 | 짜오좡시 남 60리                                              | 진나라 봉니 “부양승인”(傅陽丞印)                                                                              |
| 부리 | 符離 | 쑤저우시 융차오 구 푸리 진 부근                               | 진나라 봉니 “부리”(符離)                                                                                      |
| 하상 | 下相 | 쑤첸시 쑤청 구 고성촌 내 성터                                 | 진나라 봉니 “하상승인”(下相丞印)                                                                              |
| 취려 | 取慮 | 쑤저우시 링비 현 북                                           | 진나라 봉니 “취려승인”(取慮丞印)                                                                              |
| 구윤 | 厹狁 | 쑤첸시 남동 약 30리·쓰양 현 일부                              | 진나라 봉니 “구윤승인”(厹狁丞印)                                                                              |
| 질현 | 銍縣 | 쑤저우시 융차오 구                                            | 진나라 봉니 “질속장인”(銍粟將印)                                                                              |
| 풍현 | 豊縣 | 쉬저우시 펑 현                                                | 진나라 봉니 “풍새”(豊璽)                                                                                      |
| 홍현 | 虹縣 | 벙부시 우허 현 북서·쑤첸시 쓰훙 현 일부·화이안시 쉬이 현 일부 | 진나라 봉니 “홍승지인”(虹丞之印)                                                                              |
| 평아 | 平阿 | 벙부시 화이위안 현 남서 60리                                  | 진나라 봉니 “평아금인”(平阿禁印)                                                                              |
| 서현 | 徐縣 | 쑤저우시 쓰 현 북서·쑤첸시 쓰훙 현 북부                       | 진나라 봉니 “서승지인”(徐丞之印)                                                                              |
| 여현 | 呂縣 | 쉬저우시 퉁산 현 북                                           | 진나라 봉니 “여승지인”(呂丞之印)                                                                              |
| 팽성 | 彭城 | 쉬저우시 퉁산 현                                              | 진나라 봉니 “팽성지인”(彭城之印)                                                                              |
| 동현 | 僮縣 | 쑤첸시 쓰훙 현·쉬저우시 쑤이닝 현·쑤저우시 쓰 현 일부         | 진나라 봉니 “동승지인”(僮丞之印)                                                                              |
| 하채 | 下蔡 | 화이난시 펑타이 현                                            | 전세 전국 초계 관새인 “하채읍대부□”(下蔡邑大夫)·포산초간 “하채인필회”(下蔡人畢會)·“하채인경령”(下蔡人竟領) 등 |
| 산상 | 山桑 | 보저우시 멍청 현                                              | 전세 전국 초 고새 “산상행서대부□”(山桑行序大夫)                                                               |
| 기현 | 蘄縣 | 쑤저우시 융차오 구 남 46리 성터                               | |
| 치구 | 菑丘 | 화이베이시 남동                                               | 전세 전국 위 병기 9년재구령과 명문 “구년재구명”(九年𢦏丘命)                                                   |
| 오현 | 郚縣 | 화이베이시 북동                                               | 중국역사박물관 소장 전세 전국 위 병기 입삼년오령과 명문 “입삼년오명”(廿三年郚命)                              |
| 성부 | 城父 | 보저우시 남동                                                 | |
| 죽읍 | 竹邑 | 쑤저우시 북                                                   | |
| 소현 | 蕭縣 | 쑤저우시 샤오 현 남동                                         | |
| 유현 | 留縣 | 쑤저우시 북서                                                 | |
| 척현 | 戚縣 | 지닝시 웨이산 현                                              | |

## 전한
《한서》에 따르면 진나라의 사천군을 고제가 개명해 설치했다 하나 이는 착오로 보이고, 실제로는 오초칠국의 난 이후 난에 가담한 초나라의 내사 지역 남쪽을 갈라서 새로 설치했다. 풍읍은 전한 황실의 고향으로 따로 조정의 관할을 받았었다.
원수 6년(기원전 117년), 광릉군을 축소해 광릉국으로 여왕에게 봉하고 나머지를 임회군으로 만들면서 패군의 일부도 임회군으로 넘겼다. 광릉군이 원래 화이허 강 동쪽의 군이므로 임회군 중 화이허 서쪽의 6현, 곧 구윤·동·서·수릉·취려·하상이 원래 패군의 영역에 해당한다.
예주자사부에 속했다. 원시 2년(2년)의 인구조사에 따르면 409,079호, 2,030,480명이 있었다. 대략 현재의 화이베이 시, 쑤저우 시, 보저우 시, 상추 시의 융청 시와 샤이 현, 벙부 시의 시할구 밖 지역, 쉬저우 시의 페이 현과 펑 현 등지에 해당한다. 아래의 속현 목록은 한서 지리지를 따른 것으로, 원연·수화 연간(기원전 8년)의 현황으로 여겨진다. 군 치소는 상현에 있었다.
| 현명     | 한자      | 대략적 위치                                | 비고 |
| -------- | --------- | ------------------------------------------ | --- |
| 상현     | 相縣      | 화이베이시 쑤이시현 상산공원(相山公園)일대 | |
| 용강현   | 龍亢縣    | 벙부시 화이위안현                          | |
| 죽현     | 竹縣      | 쑤저우시 북                                | |
| 곡양현   | 穀陽縣    | 벙부시 구전현                              | |
| 소현     | 蕭縣      | 쑤저우시 샤오현 북서                       | 옛 소숙(蕭叔)의 나라로 송나라의 부용국이다. |
| 향현     | 向縣      | 벙부시 화이위안현 북서                     | 옛 향(向)나라로 강성이며 염제의 후손이다. |
| 질현     | 銍縣      | 화이베이시 쑤이시현 남                     | |
| 광척후국 | 廣戚侯國  | 쉬저우시 페이현 동                         | |
| 하채현   | 下蔡縣    | 화이난시 펑타이현                          | 옛 주래국(州來國)인데 초나라에 망했고, 오나라가 이 곳을 가져가서 부차가 채 소후를 이곳으로 옮겼다. 4세 후인 채후 제 때에 초나라에 망했다.                                       |
| 풍현     | 豐縣      | 쉬저우시 펑현                              | |
| 다현     | 鄲縣      | 보저우시 궈양현                            | |
| 초현     | 譙縣      | 보저우시                                   | |
| 기현     | 蘄縣      | 쑤저우시 남동                              | 추향(𦉈鄕)이 있는데 고조가 경포를 무찌른 곳이다. 도위가 다스린다. |
| 홍현     | 𧈬縣      | 벙부시 우허현                              | |
| 첩여현   | 輒與縣    | ?                                          | |
| 산상현   | 山桑縣    | 보저우시 멍청현 북                         | |
| 공구후국 | 公丘侯國  | 짜오좡시 텅저우시                          | 옛 등(滕)나라로 서주 의왕이 아들 착숙(錯叔)을 봉했으며 31세를 전해져 제나라에 멸망했다.                                                                                         |
| 부리현   | 符離縣    | 쑤저우시 북동                              | |
| 경구현   | 敬丘縣    | 상추시 융청시 북서                         | |
| 하구후국 | 夏丘侯國  | 쑤저우시 쓰현                              | |
| 효후국   | 洨侯國    | 벙부시 구전현 동                           | 해하(垓下)가 있는데 고조가 항우를 깨트린 곳이다. 응소에 따르면 효수(洨水)가 이곳에서 발원해서 남쪽 회수로 흘러든다.                                                             |
| 패현     | 沛縣      | 쉬저우시 페이현                            | 철관(鐵官)이 있다. |
| 망현     | 芒縣      | 상추시 융청시 북                           | |
| 건성후국 | 建成侯國  | 상추시 융청시 남동                         | |
| 성보현   | 城父縣    | 보저우시 남동                              | 하비수(夏肥水)가 동남으로 하채(下蔡)에 이르러 회수로 흘러드는데 두 군(패·임회)을 지나 620리를 간다.                                                                             |
| 건평후국 | 建平侯國  | 상추시 위청현 남동                         | 정가·두연년의 봉국이다. |
| 차현     | 酇縣 䣜縣 | 상추시 융청시 서                           | 소하의 봉국이며, 소하의 후손이 폐국과 복국을 거듭하면서 이곳은 현이 됐고 후국은 남양군 찬후국(酇侯國)으로 옮겨갔다.                                                             |
| 율후국   | 栗侯國    | 상추시 샤이현                              | |
| 부양후국 | 扶陽侯國  | 화이베이시 북                              | 위현·위현성의 봉국이다. |
| 고후국   | 高侯國    | ?                                          | |
| 고시후국 | 高柴侯國  | ?                                          | |
| 표양현   | 漂陽縣    | ?                                          | 양경왕의 아들 율양후 유흠의 말격에 패(沛)가 적혀 있는데, 이를 바탕으로 율양후국이 지리지대로 단양군이 아니라 패군에 속했고 이 표양현이 율양후국을 잘못 적은 것으로 보기도 한다. |
| 평아후국 | 平阿侯國  | 벙부시 화이위안현 남서                     | |
| 동향후국 | 東鄕侯國  | ?                                          | |
| 임도후국 | 臨都侯國  | ?                                          | |
| 의성후국 | 義成侯國  | 벙부시 화이위안현 북동                     | |
| 기향후국 | 祈鄕侯國  | 상추시 샤이현 북                           | |

## 신나라
군의 이름을 오부(吾符)로 고치고 다음 현의 이름을 고쳤다.
| 전한       | 신             |
| ---------- | -------------- |
| 상(相)     | 오부정(吾符亭) |
| 죽(竹)     | 독정(篤亭)     |
| 광척(廣戚) | 역취(力聚)     |
| 풍(豐)     | 오풍(吾豐)     |
| 다(鄲)     | 단성(單城)     |
| 초(譙)     | 연성정(延成亭) |
| 기(蘄)     | 기성(蘄城)     |
| 홍(𧈬)     | 공(貢)         |
| 첩여(輒與) | 화락(華樂)     |
| 부리(符離) | 부합(符合)     |
| 하구(夏丘) | 귀사(歸思)     |
| 효(洨)     | 육성(育成)     |
| 망(芒)     | 박치(博治)     |
| 성보(城父) | 사선(思善)     |
| 건평(建平) | 전평(田平)     |
| 차(酇)     | 찬치(贊治)     |
| 율(栗)     | 성부(成富)     |
| 부양(扶陽) | 합치(合治)     |
| 평아(平阿) | 평녕(平寧)     |
| 기향(祈鄕) | 회곡(會穀)     |

## 후한
21현 200,495호 251,393명의 주민을 거느렸다. 건안말기 군의 일부지역이 초군으로 분리되었다. 전한때 패군의 속현이었던 산상현(山桑縣)과 성부현(城父縣)이 여남군으로 옮겨졌다.
| 현명     | 한자     | 비고 |
| -------- | -------- | --- |
| 상현     | 相縣     | 건안말 초군으로 분리되었다. |
| 소현     | 蕭縣     | 건안말 초군으로 분리되었다. |
| 패현     | 沛縣     | 현내에 사수정(泗水亭)이 있었다. 사수정에는 한고조의 비석이 있었다. 초군이 분리되면서 패군의 치소가 이곳으로 옮겨졌다.                                                                                  |
| 풍현     | 豐縣     | 서쪽에 대택(大澤)이 있었다. 한고조가 여기서 백사(白蛇)를 베었다. 또 현내에 분유정(枌楡亭)이 있었다. |
| 찬현     | 酇縣     | 두예에 따르면 현 동북쪽에 극정(棘亭)이 있었다고 한다. 좌전에서 오나라가 초나라를 칠 때 지나간 극(棘)이 바로 그곳이다.                                                                                  |
| 곡양현   | 谷陽縣   | |
| 초현     | 譙縣     | 예주자사의 치소가 있었다. 건안말 초군으로 분리되었다. 조조가 태어난 곳이다. |
| 효현     | 洨縣     | 해하 전투가 일어난 해하취(垓下聚)가 본현에 있었다. 건안말 초군으로 분리되었다. |
| 기현     | 蘄縣     | 진승·오광의 난이 일어난 대택향(大澤鄉)이 본현에 있다. 건안말 초군으로 분리되었다. |
| 질현     | 銍縣     | 조조와 하후돈이 주흔, 진온으로부터 받은 군대가 용강에서 배신하자 이현과 건평현에서 군사 1천을 다시 모았다. 조조, 하후돈은 이렇게 모은 1천의 군대와 함께 하내군에 주둔했다. 건안말 초군으로 분리되었다. |
| 건평현   | 建平縣   | 조조와 하후돈이 주흔, 진온으로부터 받은 군대가 용강에서 배신하자 이현과 건평현에서 군사 1천을 다시 모았다. 조조, 하후돈은 이렇게 모은 1천의 군대와 함께 하내군에 주둔했다.                             |
| 임수현   | 臨睢縣   | 광무제때 망현(芒縣)으로 개명되었다. |
| 죽읍후국 | 竹邑候國 | 본래 죽현(竹縣)이었는데 죽읍으로 개명되었다. 건안말 초군으로 분리되었다. |
| 공구현   | 公丘縣   | 두예에 따르면 본현 동남쪽에 옛 등나라(滕國)가 있었다. |
| 부리현   | 符離縣   | 건안말 초군으로 분리되었다. |
| 향현     | 向縣     | |
| 태구현   | 太丘縣   | |
| 저추현   | 杼秋縣   | |
| 용강현   | 龍亢縣   | 조조가 하후돈과 함께 양주자사 진온, 단양태수 주흔에게서 받은 4천의 군대가 본현에서 다수 모반했다. |
| 홍현     | 𧈬縣     | 건안말 초군으로 분리되었다. |

## 위진
서진대에는 9현 5,096호의 주민을 거느렸다. 영가의 난이후 석륵의 침공으로 인해 군은 후조에 편입되었고 그 지역 주민들이 회남지방에 정착했다.
| 현명   | 한자   | 대략적 위치                         | 비고 |
| ------ | ------ | ----------------------------------- | ---- |
| 상현   | 相縣   | 화이베이시                          |      |
| 패현   | 沛縣   | 쉬저우시 페이현                     |      |
| 풍현   | 豐縣   | 쉬저우시 펑현                       |      |
| 축읍현 | 竺邑縣 | 쑤저우시 융차오구 부리진(符離鎭)    |      |
| 부리현 | 符離縣 | 쑤저우시 융차오구 호구향(蒿溝鄕)    |      |
| 저추현 | 杼秋縣 | 쑤저우시 당산현 모당촌(毛堂村) 서북 |      |
| 효현   | 洨縣   | 벙부시 구천현 호성진(濠城鎭)        |      |
| 홍현   | 虹縣   | 벙부시 우허현 소우진(小圩鎭)        |      |
| 소현   | 蕭縣   | 쉬저우시 샤오현                     |      |

## 유송, 북위
전진이 무너진 이후 동진이 북벌을 행함에 따라 패군이 진나라의 영역으로 재편입되었다. 421년(유송 무제 영초 2년) 치소가 소현(蕭縣)으로 옮겨졌다. 동일한 3개 현을 통치했지만 유송은 5,209호 25,170명, 북위는 4,419호 12,278명의 주민을 거느렸다. 또한 유송, 북위대의 패군 모두 서주의 속군이 되었다. 수나라때 군현제가 폐지되고 주현제가 실시되면서 서주에 통폐합되었다.
| 현명 | 한자 | 현급(유송) | 비고                                                                                 |
| ---- | ---- | ---------- | ------------------------------------------------------------------------------------ |
| 소현 | 蕭縣 | 령(令)     | 소성(蕭城), 한고조의 사당(漢高祖廟), 화산(華山)이 있었고 현내에 곡수(谷水)가 흘렀다. |
| 패현 | 沛縣 | 령(令)     | 본현에 패성(沛城), 여모총(呂母冢)이 있었다.                                          |
| 상현 | 相縣 | 령(令)     | 현내에 궐성(厥城), 상성(相城), 상산묘(相山廟), 나산(羅山)이 있었다.                  |

## 동위
540년(동위 효정제 흥화 2년) 지금의 허쩌시일대에서 신설되었고 효창성(孝昌城)에 태수의 치소를 두었다. 이때 설치된 패군은 서연주의 속군으로 편제되었고 3현 7,571호 20,314명을 거느렸다.
| 현명   | 한자   | 대략적 위치                          | 비고 |
| ------ | ------ | ------------------------------------ | --- |
| 고양현 | 考陽縣 | 상추시 민취안현 서남 맹장(孟庄) 일대 | 526년(북위 효명제 효창 2년) 진류군 고성현(考城縣)이 지금의 이름으로 개명되었다. 《위서》 지형지 서연주 패군조에는 고현(考縣)으로 기록되어있다. 556년(북제 문선제 천보 7년) 폐지되었다. |
| 기씨현 | 己氏縣 | 허쩌시 차오현 초천집촌(楚天集村)     | 현 경내에 신중성(新中城), 안양성(安陽城)이 있었다. 556년 폐지되었다. |
| 신안현 | 新安縣 |                                      | 흥화연간에 신설되었다. |

## 군수·태수

### 전한
- 석경(? ~ 기원전 122년)
- 유경(? ~ 기원전 87년)
- 이수(? ~ 기원전 76년)
- 단회종(기원전 30년 ~ 기원전 25년)
- 하무(? ~ 기원전 10년)
- 석후(石詡, 1년 당시)[14]

### 패군태수
- 한흠(? ~ 37년)

### 패상
- 순익(? ~ 169년)
- 위음(魏愔, 173년 당시)
- 원충(초평 연간)